# U-467
| U-467                      | U-467                                                          | U-467                                                          |
| -------------------------- | -------------------------------------------------------------- | -------------------------------------------------------------- |
|                            |                                                                |                                                                |
|                            |                                                                |                                                                |
|                            |                                                                |                                                                |
| Під прапором               | Третій рейх                                                    | Третій рейх                                                    |
| Спуск на воду              | 16 травня 1942 року                                            | 16 травня 1942 року                                            |
| Виведений зі складу флоту  | 25 травня 1943 року                                            | 25 травня 1943 року                                            |
| Сучасний статус            | затоплений                                                     | затоплений                                                     |
| Проєкт                     |                                                                |                                                                |
| Тип ПЧ                     | Торпедний ДПЧ                                                  | Торпедний ДПЧ                                                  |
| Основні характеристики     |                                                                |                                                                |
| Швидкість (надводна)       | 17,7 вузла                                                     | 17,7 вузла                                                     |
| Швидкість (підводна)       | 7,6 вузла                                                      | 7,6 вузла                                                      |
| Робоча глибина занурення   | 100 м                                                          | 100 м                                                          |
| Гранична глибина занурення | 220 м                                                          | 220 м                                                          |
| Екіпаж                     | 46 осіб                                                        | 46 осіб                                                        |
| Розміри                    |                                                                |                                                                |
| Довжина найбільша (по КВЛ) | 67,1 м                                                         | 67,1 м                                                         |
| Ширина корпусу найб.       | 6,2 м                                                          | 6,2 м                                                          |
| Висота                     | 9,6 м                                                          | 9,6 м                                                          |
| Середня осадка (по КВЛ)    | 4,70 м                                                         | 4,70 м                                                         |
| Водотоннажність надводна   | 769 т                                                          | 769 т                                                          |
| Озброєння                  |                                                                |                                                                |
| Артилерія                  | одна палубна гармата калібру 88-мм, одна 20-мм зенітна гармата | одна палубна гармата калібру 88-мм, одна 20-мм зенітна гармата |
| Торпедно- мінне озброєння  | 4 носових і один кормовий ТА. 14 торпед або 26 мін             | 4 носових і один кормовий ТА. 14 торпед або 26 мін             |

U-467 — німецький підводний човен типу VIIC, часів Другої світової війни.
Замовлення на будівництво човна було віддане 15 серпня 1940 року. Човен був закладений на верфі суднобудівної компанії «Deutsche Werke AG» у місті Кіль 22 червня 1941 року під заводським номером 298, спущений на воду 16 травня 1942 року, 15 липня 1942 року увійшов до складу 5-ї флотилії. Також за час служби входив до складу 11-ї флотилії. Єдиним командиром човна був капітан-лейтенант Гайнц Куммер.
Човен зробив 2 бойових походи, у яких не потопив і не пошкодив жодного судна.
Затоплений 25 травня 1943 року в Північній Атлантиці південно-східніше мису Ісландії (62°25′ пн. ш. 14°52′ зх. д. / 62.417° пн. ш. 14.867° зх. д.) торпедою з американського летючого човна «Каталіна». Всі 46 членів екіпажу загинули.